# Happy Valley British Cemetery
Happy Valley British Cemetery is een Britse militaire begraafplaats met gesneuvelden uit de Eerste Wereldoorlog, gelegen in de Franse gemeente Fampoux (Pas-de-Calais). De begraafplaats ligt in het veld vlak bij de A1 autosnelweg op 2,7 km ten zuiden van het centrum van de gemeente (Église Saint-Vaast) en is bereikbaar vanaf de Rue du Tilleul via een verhard pad van 160 m. Ze werd ontworpen door Edwin Lutyens en wordt onderhouden door de Commonwealth War Graves Commission. Het terrein heeft een rechthoekig grondplan met een oppervlakte van ongeveer 267 m². Het Cross of Sacrifice staat in de zuidelijk hoek in een achthoekige uitbouw. De begraafplaats wordt omgeven door een taxushaag.
Er worden 76 doden herdacht waaronder 6 niet geïdentificeerde.

## Geschiedenis
Happy Valley was de naam van een lange vallei die oostwaarts van Orange Hill liep en waarlangs Commonwealth troepen hun weg vochten in de beginfase van Slag bij Arras. De begraafplaats werd na de slag door 12th (Eastern) Division aangelegd en in december 1917 opnieuw gebruikt door de 4th Division.
Er liggen 76 Britten begraven. Voor een van hen werd een Special Memorial opgericht omdat zijn graf niet meer gelokaliseerd kon worden en men neemt aan dat hij zich onder een naamloos graf bevindt.

## Onderscheiden militairen
- compagnie sergeant-majoor A.E. Brown van het East Lancashire Regiment werd tweemaal onderscheiden met de Military Medal (MM and Bar).
- de soldaten S.G. Beadle, John Radford (alias J. Page) en Charles Thomas Quelch werden onderscheiden met de Military Medal (MM).